# Hans Rietz

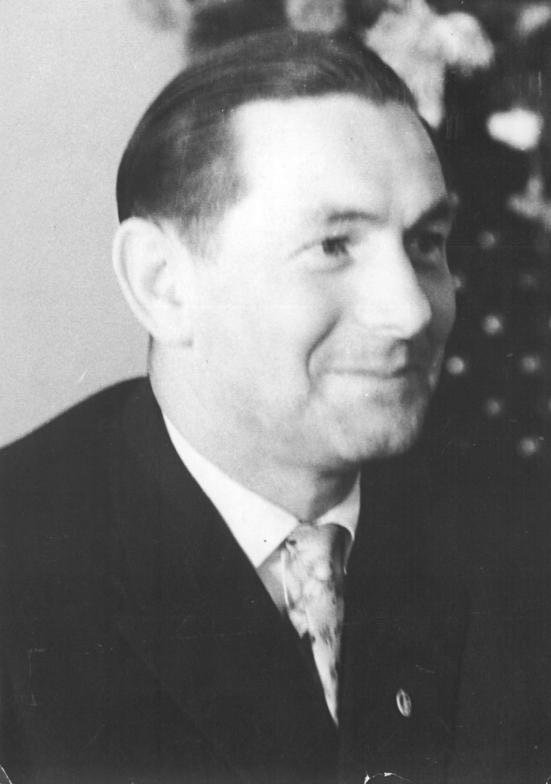
Hans Rietz (1960)

Hans Rietz (* 26. April 1914 in Könnern; † 25. Mai 1996) war ein DDR-Politiker und einer der hochrangigsten Funktionäre der DDR-Blockpartei DBD. Er war langjähriger Abgeordneter der Volkskammer und zeitweise stellvertretender Staatsratsvorsitzender.

## Leben
Hans Rietz wurde am 26. April 1914 als Sohn einer Arbeiterfamilie in Könnern geboren. Nach dem Besuch der Volks- und Mittelschule in Bitterfeld absolvierte er von 1928 bis 1932 eine Schlosserlehre. Mit Beginn der Lehre wurde Rietz dabei Mitglied des KJVD und des Deutschen Metallarbeiterverbands. Nach Abschluss der Lehre war Rietz bis 1939, unterbrochen von 2 Jahren Wehrdienst, als Schlosser bei der IG Farben in Wolfen tätig. Nach Kriegsbeginn wurde er zunächst zum Reichsarbeitsdienst (RAD), später in die Wehrmacht eingezogen. Er geriet an der Ostfront im Range eines Oberwachtmeisters in sowjetische Kriegsgefangenschaft. Im Kriegsgefangenenlager wurde Rietz Mitglied des Lageraktivs und absolvierte Lehrgänge und Schulungen an einer Antifa-Lagerschule. 1949 kehrte er nach Deutschland zurück. Man kann davon ausgehen, dass diese Rückkehr an die Bereitschaft gekoppelt war, in der sowjetischen Besatzungszone eine politische Funktion zu übernehmen.
Rietz wurde nach seiner Rückkehr in die sowjetische Besatzungszone Berufspolitiker. Aus Ermangelung an geeigneten Kadern wurde Rietz Mitglied der DBD und übernahm sofort eine wichtige Funktion für seine Partei: Er wurde zum ersten Leiter der zentralen Parteischule Thomas Münzer in Borkheide ernannt und baute diese Einrichtung bis 1951 mit auf. Danach wechselte er in den Parteivorstand und wurde dort zu einer Art Kaderleiter. Bis 1957 leitete er zudem erstmals das Parteischiedsgericht. Zwischen 1977 und 1982 leitete Rietz es noch einmal. Von 1954 bis 1982 gehörte er dem Präsidium des Parteivorstandes der DBD an. 1963 wurde Rietz innerhalb des Präsidiums Sekretär für Organisation und gleichzeitig zum stellvertretenden Parteivorsitzenden gewählt. Seine Parteiämter gab er 1982 ab, blieb aber Mitglied der Volkskammer. Rietz vertrat als Abgeordneter die DBD in der Volkskammer erstmals 1954 und beendete seine Abgeordnetentätigkeit 1986 im Alter von 72 Jahren. In der 7. Wahlperiode von 1976 bis 1981 vertrat er seine Partei im Präsidium des Parlaments. Von 1960 bis 1976 saß er für die DBD im Staatsrat der DDR und war dort einer der stellvertretenden Staatsratsvorsitzenden. Nach seinem offiziellen Ruhestand 1979 widmete sich Rietz ab 1980 als Mitglied des Präsidiums und des Zentralausschusses auch der Volkssolidarität. 1990 wandte er sich gegen eine Fusion der DBD mit der CDU und wurde dadurch parteilos.

## Auszeichnungen
- 1964 Vaterländischer Verdienstorden in Gold
- 1970 Ehrenspange zum Vaterländischen Verdienstorden in Gold
- 1974 Orden Stern der Völkerfreundschaft in Gold
- 1979 Vaterländischer Verdienstorden in Gold